# Национални покрет за ослобођење Косова
Национални покрет за ослобођење Косова (алб. Lëvizja Kombëtare për Çlirimin e Kosovës; скраћено НПОК или LKÇK) био је политички покрет који је деловао током 1990-их на Косову и Метохији, као и политичка странка после рата на Косову и Метохији.

## Историја
Основан је 25. маја 1993. године у Приштини као фракција дисидентске марксистичко-лењинистичке организације Народни покрет Косова (НПК), оснивачке базе терористичке Ослободилачке војске Косова (ОВК). Име је добио по једној од главних марксистичких организација који је формирао НПК, Национално-ослободилачки покрет Косова и других албанских области (алб. Lëvizja Nacional-Çlirimtare e Kosovës dhe të Viseve tjetra Shqiptare në Jugosllavi), који су у фебруару 1978. основали Метуш Краснићи, Јусуф Гервала и Сабри Новосела.
Као и НПК, фракција је заговарала концепт Велике Албаније и војне акције против Милошевићевог режима, али супротно пацифистичкој политици доминантног Демократског савеза Косова (ДСК) и ономе што је сматрала сличним тенденцијама умерености унутар НПО.
Након што су власти СР Југославије затвориле Авнија Клинакуа, Бахри Фазлију је преузео дужност вође. Фазлију се придружио ОВК током рата на Косову и Метохији, те умро 7. маја 1998. године негде на граници између Албаније и Србије. Касније је проглашен „херојем Републике Косово”.

### Политичка странка
Првобитно је био део Алијансе за будућност Косова (АБК), упркос различитој политичкој позицији. Као једна од најрадикалнијих политичких организација на Косову и Метохији, противио се Ахтисаријевом плану, као и присуству Уједињених нација и Европске уније, залажући се за потпуну независност Косова. Странка, заједно са појединим бившим вођама, налазила се на црној листи Министарства финансија САД.

### Последице
Касније се трансформисао у Покрет за интеграцију и унификацију, са Смајлом Љатифијем као вођом а затим Фадилом Фазлијуом након његове оставке, те Покрет за унификацију Авнија Клинакуа, све док се у мају 2011. године две странке нису спојиле у једну — Покрет за унификацију.